# L'Amour cambrioleur

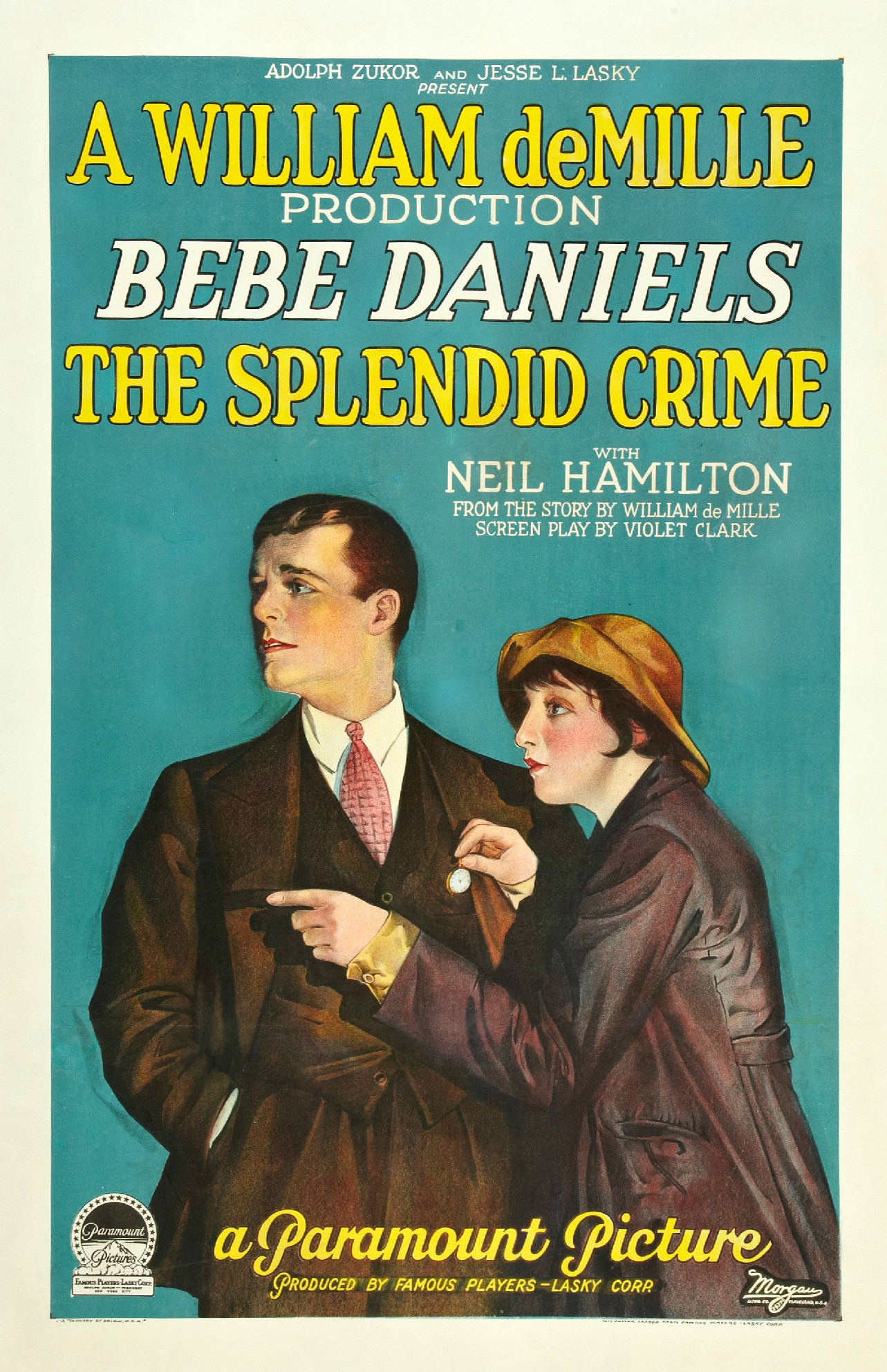
Affiche du film.

L'Amour cambrioleur (The Splendid Crime) est un film américain réalisé par William C. de Mille, sorti en 1925.

## Synopsis
Jenny, une jolie cambrioleuse, est surprise par Bob Van Dyke, un jeune millionnaire, alors qu'elle s'apprête à cambrioler son coffre-fort. Il lui fait la morale sur les méfaits du crime et, pour tester sa confiance, la laisse seule avec une grosse liasse de billets. Jenny décide de faire preuve de droiture, et ne s'empare pas des billets. Elle trouve alors un emploi de couturière, et est plus tard appelée chez les Van Dyke pour travailler pour la sœur de Bob. Jenny découvre que, face à la déroute financière de la bourse, Bob est sur le point de voler 20 000 dollars à sa gouvernante. Pour le devancer, Jenny fait en sorte que ses anciens complices volent l'argent en premier, assumant elle-même la responsabilité du crime. Inspiré par l'exemple de Jenny, Bob accepte sa faillite, devient un pro de golf et épouse Jenny, qui, entre-temps, a rendu l'argent et réglé ses comptes avec la justice

## Fiche technique
- Titre original : The Splendid Crime
- Réalisation : William C. de Mille
- Scénario : Violet Clark d'après une histoire de William C. de Mille
- Producteurs : Adolph Zukor, Jesse L. Lasky
- Photographie : L. Guy Wilky
- Distributeur : Paramount Pictures
- Genre : Comédie dramatique[1]
- Durée : 60 minutes
- Dates de sortie : 
  - États-Unis : 16 décembre 1925 (New York)
  - États-Unis : 4 janvier 1926

## Distribution
- Bebe Daniels : Jenny
- Neil Hamilton : Bob Van Dyke
- Anne Cornwall : Beth Van Dyke
- Anthony Jowitt : John Norton
- Fred Walton : Dugan
- Lloyd Corrigan : Kelly
- Mickey McBan : The Kid
- Josephine Crowell : Mary
- Marcelle Corday : Madame Denise